# オットー・ハイルマン
オットー・ハイルマン（Otto Heilmann, 1888年8月22日　ミュンヘン - 1945年8月19日　ミュンヘン郡プラッハ・イム・イーザルタール Pullach im Isartal（ミュンヘン南部）シュヴァーネック城 Burg Schwaneck）はドイツの建築家・建設業者。
建築技術を勉強した後、父のヤーコプ・ハイルマンの建設会社・ハイルマン＆リットマンに支配人として入社。
のち、同社の外部役員になった。